# رافاييل بافون
رافاييل بافون (بالإسبانية: Rafael Pavón)‏ هو لاعب كرة قدم أرجنتيني في مركز الدفاع، ولد في 4 نوفمبر 1953 في قرطبة في الأرجنتين. شارك مع منتخب الأرجنتين لكرة القدم. أما مع النوادي، فقد لعب مع تاليريس كوردوبا وديبورتيفو ألافيس ونادي أتليتيكو بيلغرانو.

## وصلات خارجية
- رافاييل بافون على موقع قاعدة بيانات كرة القدم.إي يو (الإنجليزية)
- رافاييل بافون على موقع ناشيونال فوتبول تيمز (الإنجليزية)